# Ksenija Kantoci
Ksenija Kantoci, née à Trebinje, le 9 juillet 1909, morte à Zagreb, le 6 septembre 1995, est une sculptrice croate. Elle modélise les figures féminines.

## Biographie
Son père Melkior est juge. Sa mère Savka est enseignante. Outre Trebinje, la famille vivait à Sarajevo et à Banja Luka, où Savka meurt de tuberculose en 1911. Son père meurt de pneumonie en 1918. Ksenija, orpheline rejoint des proches à Zagreb, où elle fréquente le lycée.
De 1928 à 1932, elle travaille à la Banque Nationale. En 1933, elle étudie à l'Académie des Beaux-Arts de Zagreb et obtient son diplôme en 1937, dans l'atelier de Robert Frangeš Mihanović (hr). Elle étudie le dessin et le modèle vivant avec Ljubo Babić (hr) et le modelage avec Frano Kršinić. Elle étudie l'art des médailles avec Ivo Kerdić (hr). En 1938, intéressée par le travail d'Antoine Bourdelle, elle séjourne à Paris pour parfaire sa formation. De 1950 à 1951, elle est professeure à Académie des Beaux-Arts de l'Université de Zagreb (hr). Depuis 1952, elle travaille comme artiste indépendante. Elle développe une forme libre de la figure humaine. Sa matière est le bois, le bronze ou la terre cuite. Elle créé des formes concises de petites dimensions. 
Dans les années 1960, elle développe une série sur les femmes de Zagora principalement dans le bois. Les femmes sont présentées avec un fardeau sur la tête. Dans les années 1970, les groupes fusionnent en une seule masse solide, fragmentée uniquement par des coupes peu profondes.
En réduisant la masse et compressant le volume, les sculptures de Ksenija Kantoci s'éloignent du réalisme pour se concentrer sur le portrait psychologique.
Kantoci a presque complètement abandonné le concept basé sur la réalité, ce qui la distingue clairement des autres sculpteurs croates.
En 1951, elle se marie avec le peintre Frano Šimunović (hr). Elle expose indépendamment à Zagreb, Rijeka, Split, Čakovec, Gornja Stubica, Prague, Brno et Mayence. Elle expose lors de la première exposition annuelle d'artistes croates à Zagreb en 1940 et à l'exposition d'art croate à Berlin en 1943. Ses œuvres sont présentées lors d'une rétrospective, après sa mort à Zagreb, en 1996. 

## Prix et distinctions
- Prix de la Ville de Zagreb en 1960.
- Prix Vladimir Nazor pour l'ensemble de sa carrière, 1985.
- Prix Kata Pejnović en 1986.

## Héritage
Une rue porte dans le quartier de Središće à Novi Zagreb.